# Ammophila roborovskyi
Ammophila roborovskyi är en biart som beskrevs av Kohl 1906. Ammophila roborovskyi ingår i släktet Ammophila och familjen grävsteklar. Inga underarter finns listade i Catalogue of Life.